# Coppa di Romania 2023-2024 (pallavolo femminile)
La Coppa di Romania 2023-2024, 18ª edizione della coppa nazionale femminile di pallavolo, si è svolta dal 25 ottobre 2023 al 25 febbraio 2024: al torneo hanno partecipato dodici squadre di club rumene e la vittoria finale è andata per la seconda volta al Târgoviște.

## Formula
La formula ha previsto ottavi di finale, quarti di finale, entrambe giocate con gara di andata e ritorno, semifinali e finale.

## Squadre partecipanti
- Alba-Blaj
- Argeș Pitești
- Corona Brașov
- CSM Bucarest
- CSM Constanța
- Dinamo Bucarest

- Lugoj
- Rapid Bucarest
- Știința Bacău
- Târgoviște
- Târgu Mureș
- Voluntari

## Torneo

### Tabellone
|  | Ottavi di finale | Ottavi di finale | Ottavi di finale |  |  | Quarti di finale | Quarti di finale | Quarti di finale |   |  | Semifinali     | Semifinali |                |   | Finale | Finale |  |
|  |                  |                  |                  |  |  |                  |                  |                  |   |  |                |            |                |   |        |        |  |
|  | Voluntari        | 3                | 3                |  |  |                  |                  |                  |   |  |                |            |                |   |        |        |  |
|  | Târgu Mureș      | 0                | 0                |  |  | Voluntari        | 2                | 0                |   |  |                |            |                |   |        |        |  |
|  |                  |                  |                  |  |  | Alba-Blaj        | 3                | 3                |   |  |                |            |                |   |        |        |  |
|  |                  |                  |                  |  |  |                  |                  |                  |   |  | Alba-Blaj      | 1          |                |   |        |        |  |
|  |                  |                  |                  |  |  |                  |                  | Târgoviște       | 3 |  |                |            |                |   |        |        |  |
|  |                  |                  |                  |  |  | Târgoviște       | 3                | 3                |   |  |                |            |                |   |        |        |  |
|  | Corona Brașov    | 3                | 3                |  |  | Corona Brașov    | 2                | 1                |   |  |                |            |                |   |        |        |  |
|  | CSM Constanța    | 0                | 0                |  |  |                  |                  |                  |   |  | Târgoviște     | 3          |                |   |        |        |  |
|  | CSM Bucarest     | 3                | 3                |  |  |                  |                  |                  |   |  |                |            | Rapid Bucarest | 2 |        |        |  |
|  | Știința Bacău    | 0                | 0                |  |  | CSM Bucarest     | 0                | 1                |   |  |                |            |                |   |        |        |  |
|  |                  |                  |                  |  |  | Rapid Bucarest   | 3                | 3                |   |  |                |            |                |   |        |        |  |
|  |                  |                  |                  |  |  |                  |                  |                  |   |  | Rapid Bucarest | 3          |                |   |        |        |  |
|  |                  |                  |                  |  |  |                  |                  | Dinamo Bucarest  | 2 |  |                |            |                |   |        |        |  |
|  |                  |                  |                  |  |  | Lugoj            | 3                | 1                |   |  |                |            |                |   |        |        |  |
|  | Argeș Pitești    | 1                | 2                |  |  | Dinamo Bucarest  | 0                | 3                |   |  |                |            |                |   |        |        |  |
|  | Dinamo Bucarest  | 3                | 3                |  |  |                  |                  |                  |   |  |                |            |                |   |        |        |  |

### Risultati

#### Ottavi di finale

##### Andata
| 25 ottobre 2023 Sala de Sport Gabriela Szabo, Voluntari Durata: 1h:20 - Spettatori: 50 | Voluntari     | 3 - 0 | Târgu Mureș     | 25-22, 25-21, 25-17        |
| 25 ottobre 2023 Sala de Sport Elite, Bucarest Durata: 0h:57 - Spettatori: 120          | CSM Bucarest  | 3 - 0 | Știința Bacău   | 25-9, 25-13, 25-15         |
| 25 ottobre 2023 Sala Sporturilor Colibași, Brașov Durata: 1h:15 - Spettatori: 200      | Corona Brașov | 3 - 0 | CSM Constanța   | 25-23, 25-23, 25-14        |
| 25 ottobre 2023 Sala Sporturilor Trivale, Pitești Durata: 1h:56 - Spettatori: 150      | Argeș Pitești | 1 - 3 | Dinamo Bucarest | 22-25, 16-25, 30-28, 16-25 |

##### Ritorno
| 26 ottobre 2023 Sala de Sport Gabriela Szabo, Voluntari Durata: 1h:11 - Spettatori: 35 | Târgu Mureș     | 0 - 3 | Voluntari     | 15-25, 21-25, 20-25               |
| 26 ottobre 2023 Sala de Sport Elite, Bucarest Durata: 0h:55 - Spettatori: 114          | Știința Bacău   | 0 - 3 | CSM Bucarest  | 6-25, 10-25, 18-25                |
| 8 novembre 2023 Sala Sporturilor, Costanza Durata: 1h:18 - Spettatori: 100             | CSM Constanța   | 0 - 3 | Corona Brașov | 15-25, 19-25, 23-25               |
| 1º novembre 2023 Sala Polivalentă Dinamo, Bucarest Durata: - Spettatori: 95            | Dinamo Bucarest | 3 - 2 | Argeș Pitești | 25-19, 25-23, 22-25, 23-25, 15-11 |

#### Quarti di finale

##### Andata
| 22 novembre 2023 Sala de Sport Ioan Valerian, Târgoviște Durata: 2h:24 - Spettatori: 250 | Târgoviște   | 3 - 2 | Corona Brașov   | 21-25, 25-27, 31-29, 25-15, 15-11 |
| 22 novembre 2023 Sala de Sport Elite, Bucarest Durata: 1h:17 - Spettatori: 200           | CSM Bucarest | 0 - 3 | Rapid Bucarest  | 22-25, 26-28, 18-25               |
| 22 novembre 2023 Sala de Sport Gabriela Szabo, Voluntari Durata: 1h:48 - Spettatori: 100 | Voluntari    | 2 - 3 | Alba-Blaj       | 25-22, 25-17, 19-25, 21-25, 4-15  |
| 22 novembre 2023 Sala Ioan Kunst Ghermănescu, Lugoj Durata: 1h:11 - Spettatori: 800      | Lugoj        | 3 - 0 | Dinamo Bucarest | 25-23, 25-17, 25-16               |

##### Ritorno
| 13 dicembre 2023 Sala Sporturilor Colibași, Brașov Durata: 1h:31 - Spettatori: 100 | Corona Brașov   | 1 - 3 | Târgoviște   | 18-25, 19-25 25-11, 14-25        |
| 13 dicembre 2023 Sala Polivalentă Rapid, Bucarest Durata: 1h:33 - Spettatori: 100  | Rapid Bucarest  | 3 - 1 | CSM Bucarest | 25-19, 20-25, 25-22, 25-21       |
| 13 dicembre 2023 Sala Polivalentă, Blaj Durata: 1h:18 - Spettatori: 1 000          | Alba-Blaj       | 3 - 0 | Voluntari    | 25-23, 25-15, 25-16              |
| 13 dicembre 2023 Sala Polivalentă Dinamo, Bucarest Durata: 1h:40 - Spettatori: 50  | Dinamo Bucarest | 3 - 1 | Lugoj        | 23-25, 25-15, 25-19, 25-21, 15-9 |

#### Semifinali
| 24 febbraio 2024 Sala Sporturilor, Mioveni Durata: 2h:12 - Spettatori: 200 | Alba-Blaj      | 1 - 3 | Târgoviște      | 26-28, 20-25, 25-16, 21-25        |
| 24 febbraio 2024 Sala Sporturilor, Mioveni Durata: 2h:29 - Spettatori: 200 | Rapid Bucarest | 3 - 2 | Dinamo Bucarest | 18-25, 33-31, 25-20, 20-25, 18-16 |

#### Finale
| 25 febbraio 2024 Sala Sporturilor, Mioveni Durata: 2h:29 - Spettatori: 400 | Târgoviște | 3 - 2 | Rapid Bucarest | 25-23, 25-18, 24-26, 29-31, 15-11 |

## Statistiche
| Rendimento individuale | Rendimento individuale | Rendimento individuale | Rendimento individuale |
| Pos.                   | Nome                   | Punti                  | Squadra                |
| ---------------------- | ---------------------- | ---------------------- | ---------------------- |
| 1                      | Jelena Vulin           | 97                     | Dinamo Bucarest        |
| 2                      | Monika Krăsteva        | 91                     | Târgoviște             |
| 3                      | Nika Markovič          | 78                     | Rapid Bucarest         |
| 4                      | Ioana Baciu            | 76                     | Rapid Bucarest         |
| 5                      | Ariana Pîrv            | 72                     | Târgoviște             |

| Attacchi vincenti | Attacchi vincenti | Attacchi vincenti | Attacchi vincenti |
| Pos.              | Nome              | Punti             | Squadra           |
| ----------------- | ----------------- | ----------------- | ----------------- |
| 1                 | Jelena Vulin      | 83                | Dinamo Bucarest   |
| 2                 | Monika Krăsteva   | 82                | Târgoviște        |
| 3                 | Ioana Baciu       | 68                | Rapid Bucarest    |
| 4                 | Nika Markovič     | 67                | Rapid Bucarest    |
| 5                 | Ariana Pîrv       | 66                | Târgoviște        |

| Muri vincenti | Muri vincenti   | Muri vincenti | Muri vincenti   |
| Pos.          | Nome            | Punti         | Squadra         |
| ------------- | --------------- | ------------- | --------------- |
| 1             | Nasja Dimitrova | 15            | Rapid Bucarest  |
| 2             | Jovana Kocić    | 13            | Alba-Blaj       |
| 3             | Roxana Roman    | 12            | Rapid Bucarest  |
| 4             | Naya Gros       | 11            | Dinamo Bucarest |
| 5             | Dalia Vîrlan    | 10            | Dinamo Bucarest |

| Battute vincenti | Battute vincenti    | Battute vincenti | Battute vincenti |
| Pos.             | Nome                | Punti            | Squadra          |
| ---------------- | ------------------- | ---------------- | ---------------- |
| 1                | Nika Markovič       | 8                | Rapid Bucarest   |
| 1                | Iuna Zadorojnai     | 8                | CSM Bucarest     |
| 3                | Nasja Dimitrova     | 7                | Rapid Bucarest   |
| 4                | Maya Ferencik       | 6                | Argeș Pitești    |
| 5                | Anna Kikuchi        | 5                | CSM Bucarest     |
| 5                | Ariana Pîrv         | 5                | Târgoviște       |
| 5                | Nina Stojiljković   | 5                | Dinamo Bucarest  |
| 5                | Simina Străchinescu | 5                | Corona Brașov    |
| 5                | Jelena Vulin        | 5                | Dinamo Bucarest  |